# Society for Creative Anachronism

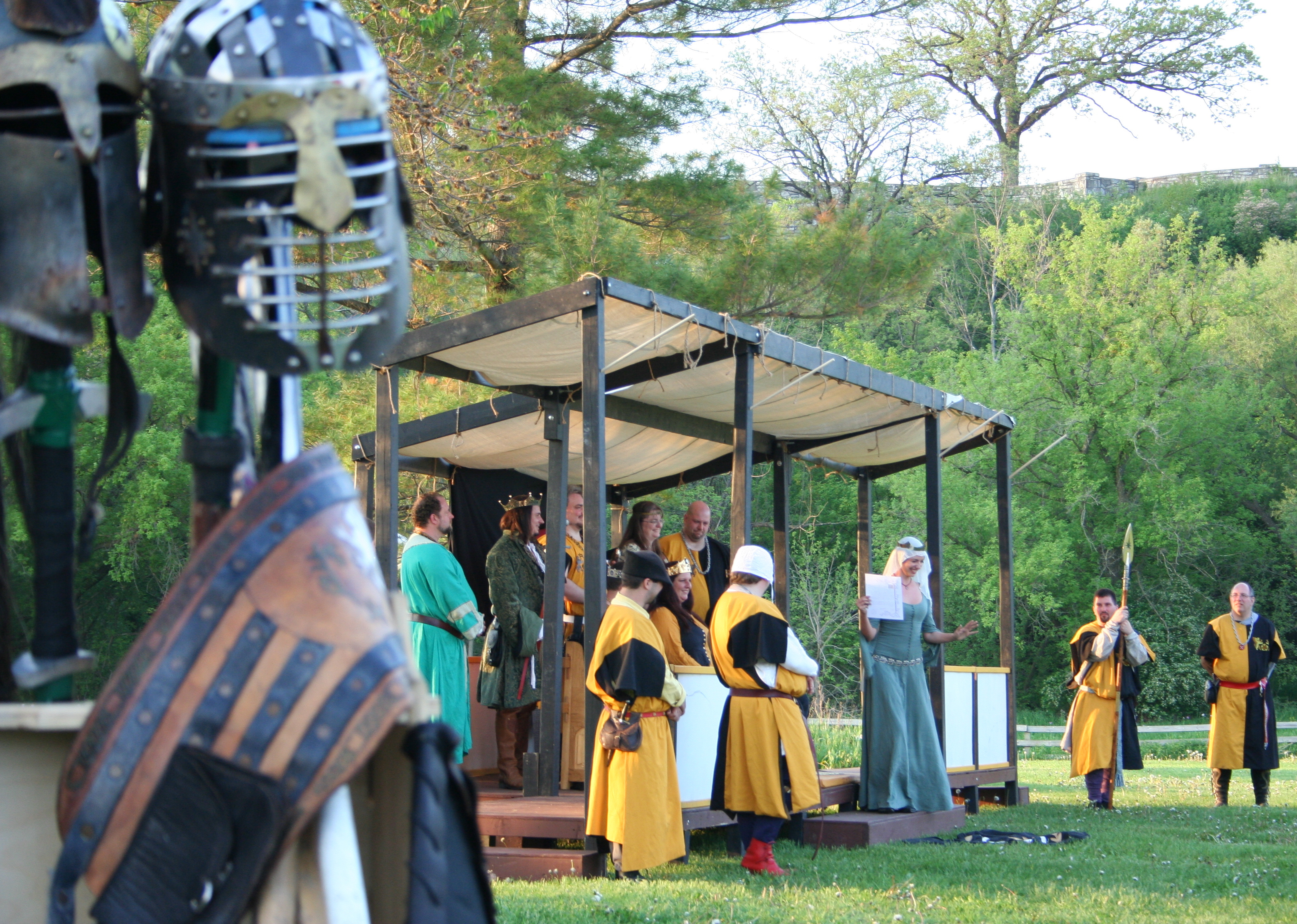

The Society for Creative Anachronism (SCA) är en världsomspännande medeltidsförening som ägnar sig åt att återskapa kultur och hantverk från vikingatid, medeltid och renässansen (600 e.Kr. - 1600 e.Kr). Föreningen grundades i USA men har idag över 30 000 medlemmar i hela USA, Kanada, Australien, större delen av Västeuropa, Sydafrika, Japan och Sydkorea. Man är organiserad i fiktiva kungariken och furstendömen, där Europa representeras av kungariket Drachenwald och Sverige av furstendömet Nordmark.

## Uppbyggnad
Inom föreningen tar sig folk fiktiva alias med namn från medeltiden och medlemmarna klär sig i egenhändigt sydda dräkter från någon av perioderna. Föreningen har en stor acceptans för kvalitén på kläderna, men förväntar sig även att kvalitén skall höjas i takt med hur länge medlemmen varit med. 
I de olika kungadömena och deras furstendömen arrangeras vanligen varje år olika evenemang, där aktiviteter som kämpalek man mot man, hantverkstävlingar, medeltida dans, seminarier, workshopar, fester, bågskyttetävlingar och annat fyller en viktig roll. Ett kungadömes och ett furstendömes ansikte utåt, dess kung/drottning respektive furste/furstinna utses vanligen genom en krontornering, en slags återskapande av de medeltida uppvisningskämpalekarna, med metallrustningar men med svärden utbytta mot rottingkäppar. Vinnaren sitter mellan 6 månader och 1 år, till nästa krontornering och kungapar/furstepar. Män och kvinnor deltar på lika villkor i kämpalekarna. På många håll hålls större evenemang utomhus under flera dagar, och medlemmarna bor då i paviljonger som bildar hela tältläger (exempelvis under Medeltidsveckan i Visby).
Det största evenemanget, mätt i antalet deltagare, kallas The Pennsic War och hålls varje år sedan 1972, norr om Pittsburgh, Pennsylvania, USA. Det är ett en vecka långt "krig" om vilket av de två angränsande kungadömena som ska slippa det landområde där striden utspelas. Det hela avgörs i en rad olika strider, några med flera hundra kämpar i rustning på varje sida. Pennsic omfattar också bland annat konst- och hantverkstävlingar och utställningar, kurser, seminarier, uppträdanden, historisk musik och dans samt fester. Evenemanget lockar drygt 11 000 deltagare i augusti varje år.

## Kungadömen
De nitton kungadömena i SCA är (ordnade efter när de bildades):
1. The West Kingdom bildades när SCA grundades 1966. Det täcker för tillfället norra Kalifornien, större delen av Nevada, och Alaska, dessutom Japan, Sydkorea, och Stillahavsregionen (utom Australien och Nya Zeeland).
2. The Kingdom of the East bildades 1968. I USA täcker det östra Pennsylvania, östra New York, Delaware, New Jersey, Connecticut, Rhode Island, Massachusetts, Vermont, New Hampshire, och Maine. I Kanada, täcker det Québec, Prince Edward Island, Nova Scotia, New Brunswick, och Newfoundland.
3. The Middle Kingdom bildades 1969 ur The Kingdom of the East. Det täcker för tillfället Ohio, Indiana, Illinois, och delar av Kentucky, Michigan, Iowa och Ontario.
4. The Kingdom of Atenveldt bildades 1971 ur The Kingdom of the West. Det innesluter Arizona, tillsammans med mindre delar av Utah och Kalifornien.
5. The Kingdom of Meridies bildades 1978 ur The Kingdom of Atenveldt. Det täcker för tillfället hela Alabama; nästan hela Georgia; hela mellersta och östra samt en stor del av västra Tennessee; en del av Florida Panhandle; samt mindre delar av Kentucky och Virginia.
6. The Kingdom of Caid bildades 1978 ur The Kingdom of the West. Det täcker södra Kalifornien, the Greater Las Vegas Area, och Hawaii.
7. The Kingdom of Ansteorra bildades 1979 ur The Kingdom of Atenveldt. Ansteorra täcker Oklahoma och det mesta av Texas såväl som Internationella rymdstationen.
8. The Kingdom of Atlantia bildades 1981 ur The Kingdom of the East. Dess gränser innesluter Maryland, större delen av Virginia, North Carolina, och South Carolina, samt Augusta, Georgia.
9. The Kingdom of An Tir bildades 1982 ur The Kingdom of the West. Det inbegriper de amerikanska staterna Oregon, Washington, samt den norra spetsen av Idaho, och i Kanada täcker det British Columbia, Alberta, Saskatchewan, Yukon, samt Northwest Territories.
10. The Kingdom of Calontir bildades 1984 ur The Kingdom of the Middle. Det täcker Kansas, Missouri, Iowa, Nebraska, och 727xx-Zip Code-arean kring Fayetteville, Arkansas.
11. The Kingdom of Trimaris bildades 1985 ur The Kingdom of Meridies och består av större delen av Florida, tillsammans med Panama, och roligt nog, Antarktis (se dock Lochac nedan). Dessutom gör Trimaris anspråk på rymden.
12. The Kingdom of the Outlands bildades 1986 ur The Kingdom of Atenveldt. det täcker New Mexico, större delen av Colorado, delar av Wyoming, Nebraska Panhandle, såväl som El Paso County och Hudspeth County i Texas.
13. The Kingdom of Drachenwald bildades 1993 ur The Kingdom of the East. Det är det största kungadömet till ytan, men inte i folkmängd. Det inkluderar hela Europa (också dess öar), Afrika, och Mellanöstern.
14. The Kingdom of Artemisia bildades 1997 ur The Kingdom of Atenveldt. Det täcker för tillfället Montana, södra Idaho, större delen av Utah, nordvästra Colorado, och sydvästra Wyoming.
15. The Kingdom of Æthelmearc bildades 1997 ur The Kingdom of the East. Det täcker nordöstra, centrala och västra Pennsylvania, centrala och västra New York, och West Virginia.
16. The Kingdom of Ealdormere bildades 1998 ur The Kingdom of the Middle. Det täcker större delen av den kanadensiska provinsen Ontario.
17. The Kingdom of Lochac bildades 2002 ur The Kingdom of the West (Australien) och The Kingdom of Caid (Nya Zeeland). Det inbegriper hela Australien och Nya Zeeland, samt gör anspråk på åtminstone delar av Antarktis, möjligen i strid med The Kingdom of Trimaris anspråk.
18. The Kingdom of Northshield bildades 2004 ur The Kingdom of the Middle. Det täcker North Dakota, South Dakota, Minnesota, Wisconsin, och den övre halvön av Michigan. Det sträcker sig också in i Kanada, inbegripande Manitoba och nordvästra Ontario.
19. The Kingdom of Gleann Abhann bildades 2005 ur The Kingdom of Meridies. Det täcker Mississippi, Louisiana, större delen av Arkansas, och den västra delen av Tennessee inkluderande Memphis.”SCA hämtdatum=2 januari 2010”. http://www.sca.org.

## Sverige
Sällskapet för Kreativ Anakronism (SKA) är den svenska delen av SCA. Den svenska grenen kallas ofta även bara Nordmark som också är det fiktiva furstendöme som speglar Sveriges domäner. Nordmark är ett av det föreningsfiktiva kungariket Drachenwald (som motsvarar Europa, Afrika samt vissa delar av Asien) två furstendömen. Större delen av Nordmarks aktiviteter sker i de olika lokalgrupperna som finns runtomkring i landet.
En av de större aktiviteterna är det tältläger som den gotländska avdelningen Styringheim anordnar under medeltidsveckan i Visby. I samband med det brukar också offentliga torneringar anordnas, då medlemmar i föreningen kämpar man mot man iförda tidstrogna rustningar.

### Lokala grupper
- Baroniet Styringheim är en lokalgrupp med Gotland som upptagningsområde. Styringheim är furstendömet Nordmarks första baroni.
- Baroniet Gotvik, Göteborg med omnejd, är numer furstendömet Nordmarks andra baroni.
- Häradet Aros, med "landområdet" Uppsala.
- Häradet Attemark, Skåne
- Häradet Baggeholm, Blekinge samt Bromölla kommun.
- Häradet Ekengard, Visingsö
- Häradet Frostheim, Boden - Luleå
- Häradet Gawaklint, Gävle, Västerås, Arboga, Örebro
- Häradet Gyllengran, Sundsvall
- Häradet Holmrike, med "landområdet" Stockholm.
- Häradet Juneborg, Jönköping
- Häradet Midre, Östersund med omnejd
- Häradet Reengarda, Skellefteå (hette till 2012 Skellitta)
- Häradet Ulvberget, Skaraborg
- Häradet Uma, Umeå
- Häradet Vida Vad, Värnamo
- Häradet Witerheim, Umeå
- Häradet Örehus, nordvästra Skåne